# Elezioni europee del 1984 in Danimarca
Le elezioni europee del 1984 in Danimarca si sono tenute il 17 giugno.

## Risultati
| Liste       | Liste                            | Gruppo | Voti      | %     | Seggi |
| ----------- | -------------------------------- | ------ | --------- | ----- | ----- |
|             | Partito Popolare Conservatore    | DE     | 414.177   | 20,81 | 4     |
|             | Movimento Popolare contro la CEE | ARC    | 413.808   | 20,79 | 4     |
|             | Socialdemocratici                | SOC    | 387.098   | 19,45 | 3     |
|             | Venstre                          | LD     | 248.397   | 12,48 | 2     |
|             | Partito Popolare Socialista      | COM    | 183.580   | 9,22  | 1     |
|             | Democratici di Centro            | PPE    | 131.984   | 6,63  | 1     |
|             | Partito del Progresso            | -      | 68.747    | 3,45  | -     |
|             | Sinistra Radicale                | -      | 62.560    | 3,14  | -     |
|             | Partito Popolare Cristiano       | -      | 54.624    | 2,74  | -     |
|             | Socialisti di Sinistra           | -      | 25.305    | 1,27  | -     |
| Totale      | Totale                           | Totale | 1.990.280 |       | 15    |
| Groenlandia |                                  |        |           |       |       |
|             | Siumut                           | SOC    | 7.386     | 63,53 | 1     |
|             | Atassut                          | -      | 4.240     | 36,47 | -     |
| Totale      | Totale                           | Totale | 11.626    |       | 1     |